# 天马微电子
天马微电子股份有限公司 （TIANMA MICROELECTRONICS CO. LTD.，深交所：000050，简称：深天马A），是中国深圳证券交易所的一家上市公司，主营业务范围包括：制造销售各类液晶显示器及与之相关的材料、设备和产品；普通货运；货物与技术的进出口。公司总股本为57423.75万股（2012年）。
公司总部位于深圳市南山区马家龙金龙工业城64栋7楼层，法人代表为陈宏良。
2017年3月12日中航國際旗下從事電子高科技的天馬微電子，落實以112.53億元（人民幣·下同）收購從事平板顯示產銷業務的廈門天馬全部股權以及經營有機發光二極管（OLED）業務的天馬有機60%權益，完成收購及配售後，中航國際持有天馬之股權將由20.81%攤薄至15.16%。2021年，加速佈局Micro-LED以及Mini-LED供應市場。